# Przygotowanie przedszkolne
Przygotowanie przedszkolne – osiągnięcie przez dziecko takiego stopnia rozwoju umysłowego, emocjonalno-społecznego i fizycznego, który umożliwi mu podjęcie nauki w szkole podstawowej. Przygotowanie przedszkolne w oparciu o programy kształcenia i wychowania przedszkolnego realizują nauczyciele wychowania wczesnoszkolnego zgodnie z metodyką kształcenia wczesnoszkolnego odpowiednio w grupie wiekowej i możliwości psychofizycznych dziecka. Rozpoznanie gotowości dziecka do podjęcia nauki w szkole podstawowej dokonuje się, poprzez diagnozę przedszkolną.
Celem diagnozy jest rozpoznanie poziomu rozwoju intelektualnego, fizyczno-ruchowego, emocjonalno-społecznego dziecka i na tej podstawie określenie, czy dziecko sprosta obowiązkom szkolnym.

## Charakterystyka gotowości szkolnej dziecka

### Charakterystyka częściowa dziecka dojrzałego umysłowo
- Chce się uczyć i poznawać;
- Z zainteresowaniem opowiada o obowiązkach przedszkolnych;
- Interesuje się czytaniem i pisaniem oraz liczbami;
- Zadaje dużo pytań dorosłym;
- Swobodnie posługuje się mową;
- Rozumie mowę innych;
- Opanowało określony zakres umiejętności czytania;
- Zdolne jest do skupienia uwagi;
- Posiada pewien zasób doświadczeń; itp.

W zakresie gotowości intelektualnej ważną rolę odgrywa aktywność poznawcza dziecka, jego zainteresowanie bliższą i dalszą rzeczywistością, zainteresowanie wiedzą jako głównym źródłem informacji. Dziecko – gotowe intelektualnie do szkoły – chce się uczyć i dysponuje zasobem wiadomości, doświadczeń wyobrażeń, będących podstawą do rozwoju pojęć. Potrafi też słuchać ze zrozumieniem tego, o czym mówi nauczyciel, spełniać jego polecenia, jasno i konkretnie odpowiadać na jego pytania. Ma dobrze rozwinięte procesy poznawcze (mowę, myślenie, uwagę, pamięć, wyobraźnię, spostrzegawczość), a jego mowa jest poprawna pod względem artykulacyjnym. W zakres gotowości intelektualnej wchodzi też gotowość do pisania, czytania i matematyki. Na gotowość do pisania składa się rozpoznawanie kierunków, orientacja w przestrzeni, pamięć ruchowa, myślenie reprodukcyjno – analityczne, usprawniona ręka prawa i lewa, szybkość odtwarzania znaków graficznych, koordynacja wzrokowo-ruchowa. O gotowości do nauki czytania można mówić wtedy, gdy dziecko ma dobrze rozwiniętą spostrzegawczość wzrokową i słuchową. Stanowi ona podstawowy warunek opanowania umiejętności dokonywania przez nie analizy i syntezy wzrokowej i słuchowej, która przejawia się w różnicowaniu i rozpoznawaniu dźwięków i kształtów. Ważne jest też to, by dziecko wymawiało poprawnie wszystkie głoski, wyrazy i zwroty. Natomiast gotowość do nauki matematyki obejmuje rozumienie i umiejętność określania przez dziecko stosunków przestrzennych, czasowych i ilościowych w działaniu praktycznym. Szczególnego znaczenia nabiera również umiejętność wyodrębniania i klasyfikowania zbiorów różnych przedmiotów według cech jakościowych.

### Charakterystyka częściowa dziecka dojrzałego emocjonalno – społecznie
- Jest samodzielne, zaradne, itd.;
- Potrafi nawiązywać kontakty z rówieśnikami i nauczycielem wychowania przedszkolnego;
- Łatwo orientuje się w nowym środowisku społecznym;
- Posiada równowagę uczuciową i opanowanie;
- Jest zdyscyplinowane;
- Jest obowiązkowe i wytrwałe;
- Jest wrażliwy na opinię nauczyciela;
- Wierzy we własne siły; itp.

Przejawem gotowości emocjonalno-społecznej dziecka jest panowanie nad własnymi emocjami i równowaga nerwowa, a także wiara w siebie i swoje możliwości, radość z odnoszonych sukcesów i spokojne znoszenie porażek. Dziecko wstępujące do szkoły przejawia duży stopień samodzielności, zaradności, odpowiedzialności. Potrafi
nawiązywać kontakty z rówieśnikami, nauczycielem, innymi osobami dorosłymi i obdarza je uwagą wartościującą. Przestrzega norm i zasad obowiązujących w grupie
i respektuje prawa kolegów. Poza tym jest obowiązkowe, wytrwałe, umiejące oceniać nie tylko poczynania innych osób, ale także dokonywać samooceny. Stosuje zwroty
grzecznościowe, zna swoje imię i nazwisko.

### Charakterystyka częściowa dziecka dojrzałego fizycznie
- Jest zdrowe;
- Posiada ogólną sprawność i wydolność organizmu;
- Posiada odpowiedni zasób sił fizycznych;
- Jest odporne na zmęczenie;
- Jest zrównoważone nerwowo;
- Jest zręczne i sprawne;
- Wykonuje ruchy ciągłe;
- Utrzymuje kierunek ruchu;
- Potrafi hamować impulsy ruchowe;
- Przetwarza graficzny obraz litery lub wyrazu na obraz dźwiękowy głosek lub słów; itp.

Rozwój fizyczno-ruchowy dziecka jest prawidłowy, gdy przejawia ono ogólną sprawność fizyczną, a także sprawność manualną, polegającą na koordynacji wzrokowo-ruchowej. Ruchy wykonywane przez dziecko są precyzyjne i nie występują nasilone współruchy podczas wykonywania różnych czynności. Zmniejsza się też napięcie mięśniowe podczas wykonywania ruchów przyswojonych wcześniej. Występuje też dobra koordynacja ruchów całego ciała podczas wykonywania przez kilkulatka czynności samoobsługowych. U dziecka gotowego do rozpoczęcia nauki w szkole dobrze rozwinięte są ruchy postawno-lokomocyjne, przejawiające się w umiejętności zachowania ciała w równowadze, dostosowaniu własnego kroku do kroku rówieśników, a nawet do osób dorosłych. Ważny jest stan zdrowia dziecka, odporność na choroby, zmęczenie oraz prawidłowy rozwój narządów i układów wewnętrznych.

## Rzecznik Praw Dziecka
Rzecznik Praw Dziecka wypowiadał się o dotowaniu przedszkoli publicznych przez gminy. Dzieci posiadają szczególne prawa. Aktualizacja ich człowieczeństwa przebiega bowiem w szczególny sposób. Dziecko nie potrafi samo zadbać o siebie, nie potrafi samodzielnie aktualizować swojej natury. Potrzebuje do tego rodziców, opiekunów, nauczycieli i wychowawców wczesnoszkolnych w przedszkolach, którzy respektować również będą ich niezbywalne prawa do edukacji wczesnoszkolnej i przygotowania się do podjęcia nauki w szkole podstawowej. W Polsce przyjęta Konstytucja RP i Konwencja o Prawach Dziecka oraz Ustawa o Rzeczniku Praw Dziecka, stanowią najważniejsze odnoszące się do dziecka – stanowione akty prawne.

## Obowiązek rodzicielski
Ustawa Prawo oświatowe określa obowiązki rodziców (prawnych opiekunów) dziecka podlegającego obowiązkowi przygotowania przedszkolnego; są oni zobowiązani do:
- dopełnienia czynności związanych ze zgłoszeniem dziecka do przedszkola, oddziału przedszkolnego zorganizowanego w szkole podstawowej lub innej formie wychowania przedszkolnego,
- zapewnienia regularnego uczęszczania dziecka na zajęcia zgodnie z podpisaną umową między Stronami,
- informowania w terminie do 30 września każdego roku, dyrektora szkoły podstawowej w obwodzie której mieszka dziecko, o realizacji tego obowiązku za granicą.

Przez niespełnienie obowiązku rocznego przygotowania przedszkolnego należy rozumieć nieusprawiedliwioną nieobecność w okresie jednego miesiąca na co najmniej 50% obowiązkowych zajęć edukacyjnych w przedszkolu (oddziale przedszkolnym zorganizowanym w szkole podstawowej). Na gruncie ustawy egzekucyjnej obowiązek rocznego przygotowania przedszkolnego należy do kategorii obowiązków o charakterze niepieniężnym (art. 2 § 1 pkt 10). Środkiem przymuszającym do wyegzekwowania obowiązku rocznego przygotowania przedszkolnego jest grzywna w celu przymuszenia.

## Nadzór i kontrola przygotowania przedszkolnego
Nadzór i kontroli nad prawidłowym przebiegiem przygotowania przedszkolnego dokonują kuratoria oświaty i wychowania w rejonie zamieszkania dziecka.
Za przygotowanie przedszkolne, tj. gotowość dziecka do podjęcia podstawowych obowiązków w szkole elementarnej odpowiedzialni są dyrektorzy przedszkoli (szkół podstawowych) przed organem prowadzącym (gminy), z której dotowane jest przedszkole. Zadania organu prowadzącego (gminy) dotyczących przedszkoli określa Prawo oświatowe.

## Prawo oświatowe w Polsce
Obowiązek rocznego przygotowania przedszkolnego rozpoczyna się z początkiem roku szkolnego w roku kalendarzowym, w którym dziecko kończy 6 lat.
W przypadku dzieci posiadających orzeczenie o potrzebie kształcenia specjalnego, wychowaniem przedszkolnym może być objęte dziecko w wieku powyżej 6 lat, nie dłużej jednak, niż do końca roku szkolnego w tym roku kalendarzowym, w którym dziecko kończy 10 lat (od 01.09.2016 r. nie dłużej niż do roku szkolnego w którym dziecko kończy 9 lat). Obowiązek szkolny tych dzieci może być odroczony do końca roku szkolnego w tym roku kalendarzowym, w którym dziecko kończy 10 lat (od 01.09.2016 r. do końca roku szkolnego w roku kalendarzowym, w którym dziecko kończy 9 lat).
- Ustawy z dnia 14 grudnia 2016 r. Prawo oświatowe (Dz.U. z 2021 r. poz. 1082), zwana dalej „Prawem oświatowym”
- Rozporządzenie Ministra Edukacji Narodowej z dnia 14 lutego 2017 r. w sprawie podstawy programowej wychowania przedszkolnego oraz podstawy programowej kształcenia ogólnego dla szkoły podstawowej, w tym dla uczniów z niepełnosprawnością intelektualną w stopniu umiarkowanym lub znacznym, kształcenia ogólnego dla branżowej szkoły I stopnia, kształcenia ogólnego dla szkoły specjalnej przysposabiającej do pracy oraz kształcenia ogólnego dla szkoły policealnej (Dz.U. z 2017 r. poz. 356)
- Ustawa z dnia 17 czerwca 1966 r. o postępowaniu egzekucyjnym w administracji (Dz.U. z 2025 r. poz. 132), zwana dalej „ustawą egzekucyjną”.

Zgodnie z art. 31 ust. 4 Prawa oświatowego dziecko w wieku 6 lat jest obowiązane odbyć roczne przygotowanie przedszkolne w przedszkolu lub w innej formie wychowania przedszkolnego. Kontroli realizacji obowiązku rocznego przygotowania przedszkolnego dokonują dyrektorzy szkół stosownie do art. 33 ust. 2 Prawa oświatowego.
Zgodnie z art. 42 Prawa oświatowego niespełnienie obowiązku rocznego przygotowania przedszkolnego podlega egzekucji w trybie przepisów ustawy egzekucyjnej.